# Epirus (staat)
Epirus (Oudgrieks: Ἅπειρος, Apeiros) was een staat in het oude Griekenland van de vierde tot de tweede eeuw voor het begin van de jaartelling. In 330 v.Chr. werd het opgericht als een bondsstaat met aan het hoofd het Molossische koningshuis, vanaf 232 v.Chr. bestond de Epirotische Bond, een republiek. Epirus verbond zich in de Derde Macedonische Oorlog met Perseus van Macedonië, maar werd verslagen door de Romeinen, waarop het in 167 v.Chr. toegevoegd werd aan een van de vier Romeinse vazalrepublieken waarin Macedonië werd opgedeeld.
Epirus beleefde zijn hoogtepunt onder koning Pyrrhus van Epirus (r. 296–272 v.Chr.), die verscheidene Griekse buurstaten veroverde en samen met Lysimachos koning van Macedonië werd en ten slotte de Romeinen bevocht in Zuid-Italië die de Griekse poleis daar bedreigden; zijn 'Pyrrhus-overwinningen' waren echter onvoldoende om de steden voor inlijving te behoeden.

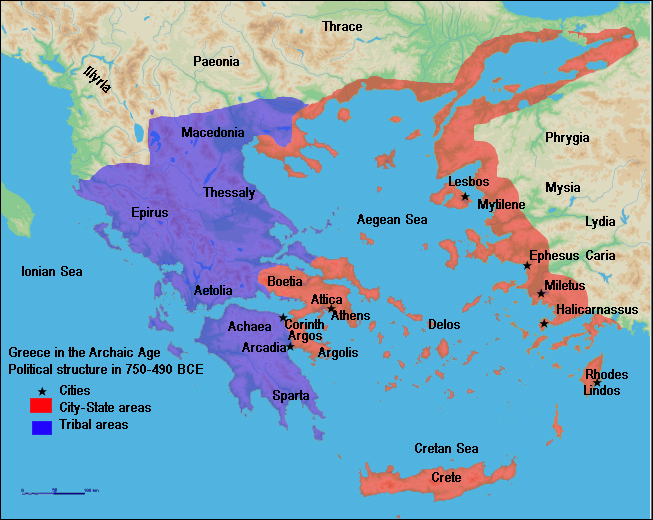
Epirus lag in het noordwesten van Griekenland